# 格式塔少女
格式塔少女，是一支以全日語歌詞創作的台灣搖滾樂團。

## 簡歷
Gestalt Girl（ゲシュタルト乙女）於2016年1月成立，由 Mikan（主唱/吉他手）、Kaiaki（吉他手）、Yú（貝斯手）組成。樂團名字取自心理學中格式塔學派的「完形心理學」，意為團員各有獨立風格，互相組合下能展現嶄新音樂風貌，而「乙女」二字則代表樂團充滿各種可能，2017年2月發行首張迷你專輯《タイムトラベル》，翌年再推出第二張迷你專輯《生まれ変わったら》，並在日本獲得好評。

## 樂團成員
| 名稱   | 出生日期 | 擔當位置     | 備註       |
| Mikan  |          | 主唱、吉他手 |            |
| Kaiaki |          | 吉他手       | 活動休止中 |

## 過去成員
| 名稱 | 出生日期 | 擔當位置 |
| Yú   |          | 貝斯手   |

## 音樂作品

### 專輯
| #   | 專輯名稱         | 專輯類型 | 發行公司             | 發行日期      | 曲目                                                            |
| 1st | タイムトラベル   | 迷你專輯 | 日本環球音樂有限公司 | 2017年2月22日 | 曲目 1. ハイウェイ 2. タイムトラベ 3. Dreamaholic 4. 人生ゲーム |
| 2nd | 生まれ変わったら | 迷你專輯 | 日本環球音樂有限公司 | 2018年3月28日 | 曲目 1. 心狩り 2. 生まれ変わったら 3. 三色菫 4. Gamble          |

## 演出

### 演唱會
- 2018年4月28日：《生まれ変わったら。Release Taiwan Tour~高雄》
- 2018年5月6日：《生まれ変わったら。Release Taiwan Tour~台北》
- 2018年5月12日：《生まれ変わったら。Release Taiwan Tour~台中》

### 音樂會
- 2018年6月24日：《NEON LIT MUSIC Launch Party》（香港）

## 外部連結
- ゲシュタルト乙女 Gestalt Girl的Facebook專頁（繁體中文）
- ゲシュタルト乙女 Gestalt Girl的X（前Twitter）（繁體中文）（日語）
- ゲシュタルト乙女 Gestalt Girl的Instagram帳戶